# 다솜2로
다솜2로는 세종특별자치시 어진동 맑은뜰근린공원 앞과 농림축산식품부 앞을 잇는 도로이다.

## 연혁
- 2013년: 개통

## 주요 경유지
세종특별자치시
- (어진동)

## 노선
| 이름                                   | 접속 노선 | 소재지         | 소재지 | 비고 |
| -------------------------------------- | --------- | -------------- | ------ | ---- |
| (이름 없음)                            | 가름로    | 세종특별자치시 | 어진동 | 기점 |
| (이름 없음)                            | 도움2로   | 세종특별자치시 | 어진동 |      |
| (이름 없음)                            | 도움4로   | 세종특별자치시 | 어진동 |      |
| (이름 없음)                            | 도움6로   | 세종특별자치시 | 어진동 |      |
| 정부세종청사 해양수산부 농림축산식품부 |           | 세종특별자치시 | 어진동 |      |
| (이름 없음)                            | 도움8로   | 세종특별자치시 | 어진동 | 종점 |

## 주요 건물 및 시설
- 정부세종청사 (세종특별자치시 다솜2로 94)
- 해양수산부 (세종특별자치시 다솜2로 94)
- 농림축산식품부 (세종특별자치시 다솜2로 94)